# Cage (groupe)
Pour les articles homonymes, voir Cage (homonymie).

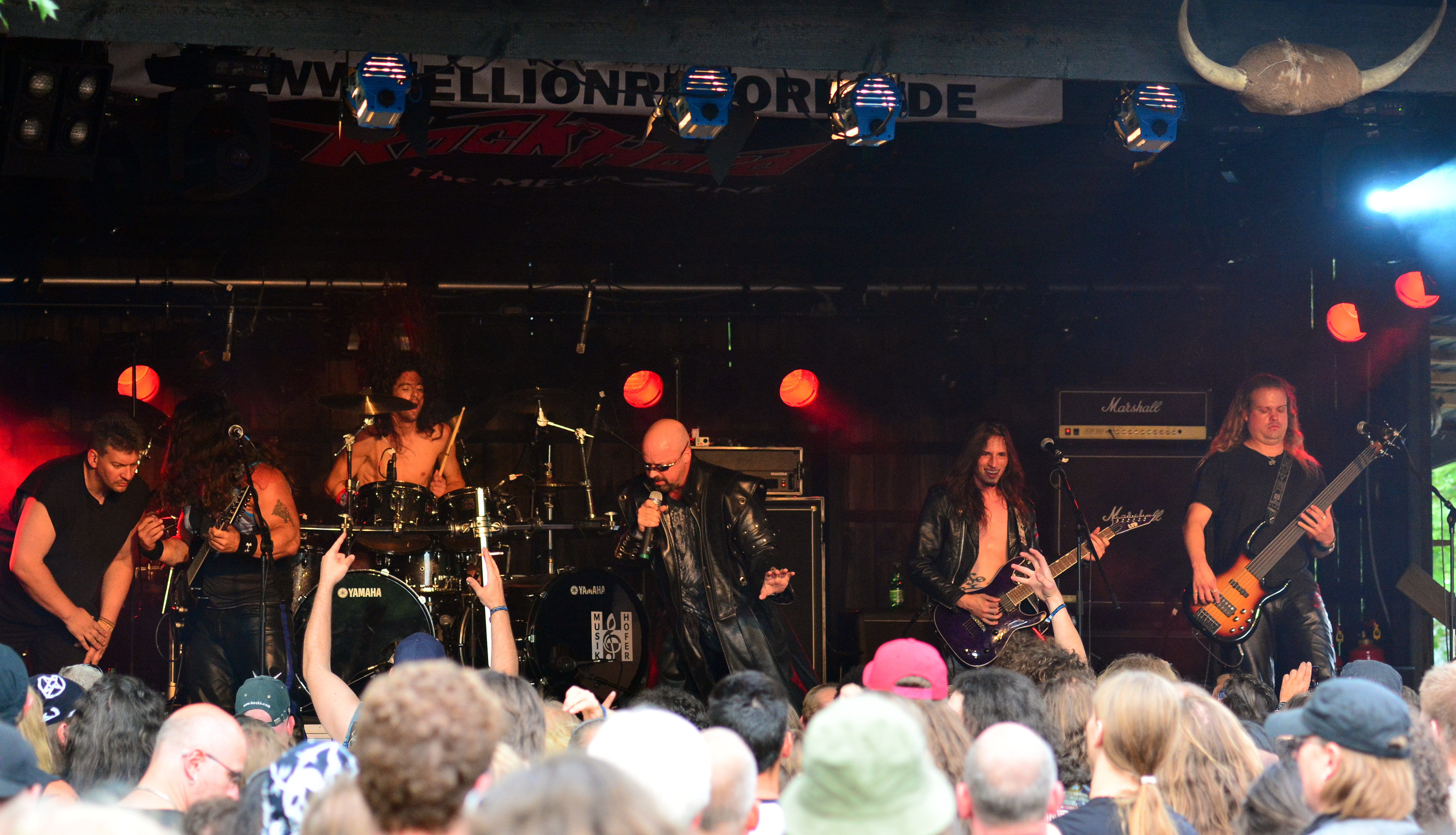
Cage au Headbangers Open Air

Cage est un groupe américain de heavy et power metal, originaire de San Diego, en Californie. Au cours de sa carrière, le groupe compte sept albums studio et a joué avec Great White, Manowar, Metallica et Judas Priest.

## Histoire
Cage est formé en 1992 avec la formation originale de Sean Peck (chant), David Garcia (guitare), Eric Horton (guitare), Mike Giordano (basse), et Damian Arletto (batterie). Peck était auparavant le leader d'un groupe appelé Nomad, tandis que Garcia et Giordano avaient joué avec Crusher. Garcia et Horton avaient également fait partie de Nomad avec Peck. Bien que le groupe se soit formé en 1992, il ne sort son premier album, Unveiled, avant 1998, probablement parce qu'il était auto-produit. En 1999, Arletto quitte le groupe, et est remplacé par Mike Nielsen.
Le groupe se fait connaître au moment de la sortie de leur deuxième album, Astrology, en 2001, via Molten Metal,. L'album est le premier de Nielsen avec le groupe. Peu après cette période, Cage signe chez Massacre Records, qui accueille alors des artistes tels que King Diamond, Virgin Black, et Mystic Circle. À la suite de cette signature, le groupe sort son troisième album, Darker than Black, en 2003. À cette époque, Anthony McGinnis devient le nouveau guitariste du groupe, en remplacement d'Horton.
En 2007, le groupe sort son quatrième album, Hell Destroyer, chez MTM Music, avec des artistes comme Stryper. Hell Destroyer devient l'album le plus commercial du groupe à ce jour après sa sortie, recevant plusieurs critiques positives de différents sites,,,. Mark Gromen de Bravewords fait l'éloge de l'album expliquant qu'il s'agit de son disque préféré de Cage depuis Unveiled!. Scott Alisoglu de Blabbermouth.net déclare : « Les albums-concept de heavy metal sont des propositions... Il y a très peu d'albums qui peuvent prétendre être aussi quintessentiellement heavy metal que Hell Destroyer. En août 2007, Nielsen quitte le groupe et est remplacé par l'ancien batteur de Psychotic Waltz, Norm Leggio.
Avec cette formation, le groupe commence à écrire et enregistrer son cinquième album, Science of Annihilation, qui sort chez Pure Steel Records. Pure Steel accueille à l'époque Mortician et Warrant. Début 2010, le bassiste Mike Giordano et le guitariste Anthony Wayne McGinnis quittent le groupe. Giordano déclare qu'il était parti en raison de « problèmes médicaux », tandis que McGinnis s'est retiré en raison de « problèmes familiaux ». Plus tard dans l'année, le groupe recrute des membres : le bassiste Steve Brogden (guitariste/chanteur pour le groupe de power et thrash metal Howler) et l'ancien bassiste de Brick Bath, Pete Stone.
Le groupe sort son sixième album studio, Supremacy of Steel, en 2011, avec un line-up composé de Peck, Garcia, Brogden, Stone et Leggio. La pochette de l'album est dessinée par l'illustrateur Marc Sasso de Marvel Comics. Cependant, Brogden a quitté le groupe avant la sortie de l'album, remplacé par Garret Peters, membre de Climhazzard. Cependant, en 2013, le groupe se sépare essentiellement, avec le départ de Stone, Peters et Leggio. 18 mois plus tard, Garcia écrit un album solo intitulé Hellscream, travaillant avec l'ancien chanteur d'Imagika, Norman Skinner.
Lors de la reformation du groupe en 2013, Peck et Garcia sont chargés de créer un nouveau groupe. Ils engagent le guitariste Casey Trask de Monarch, le batteur de Nihilist Sean Elg et Dwight « Magic » Moy de Detonated à la basse. Avec le nouveau groupe en place, les cinq entrent en studio pour enregistrer leur septième album studio, Ancient Evil, un album-concept de 19 titres. Peu après l'enregistrement de l'album, cependant, Moy quitte le groupe et est remplacé par Alex Pickard du groupe Monarch, basé à Vista, en Californie.
En 2018, le groupe se double actuellement de The Three Tremors, un effort collaboratif de tous les membres actuels de Cage, du chanteur de Jag Panzer Harry « The Tyrant » Conklin, et de l'ancien chanteur de Iced Earth et de Judas Priest Tim « Ripper » Owens. The Three Tremors sort trois albums studio, The Three Tremors, The Solo Versions, et Guardians of the Void. 

## Discographie

### Albums studio
- 1998 : Unveiled
- 2000 : Astrology[18]
- 2003 : Darker Than Black[10]
- 2007 : Hell Destroyer
- 2009 : Science of Annihilation
- 2011 : Supremacy of Steel
- 2015 : Ancient Evil
- 2019 : Science Of Annihilation: Re-Annihilated

### EP
- 2007 : Crusher Tape

### Albums live
- 2007 : Live In Kalamazoo

### DVD
- 2011 : The Rise to Power

### Singles
- 2007 : Cage Tape
- 2008 : Planet Crusher

### Compilations
- 2007 : Hidden Sessions
- 2007 : Lost CD